# Карл, Мэттью
Мэттью Карл (англ. Matthew Carle; 25 сентября 1984, Анкоридж, штат Аляска, США) — американский хоккеист, защитник.

## Спортивная карьера
На драфте НХЛ 2003 года был выбран во втором раунде под общим 47-м номером командой «Сан-Хосе Шаркс». Перед попаданием в НХЛ Карл выступал за хоккейную команду Денверского университета «Денвер Пайонирз» в лиге WCHA. По итогам сезона 2005/06 он получил Хоби Бэйкер Авард (англ. Hobey Baker Award) — приз лучшему игроку американского студенческого хоккея.
За первый полноценный сезон в НХЛ (2006/07) Карл набрал 42 очка (11+31) и был включён в символическую сборную новичков сезона. 21 ноября 2007 года он заключил с «Шаркс» 4-летний контракт стоимостью $13,75 млн.
4 июля 2008 года Карл вместе с Таем Уишартом был отдан «Тампа-Бэй Лайтнинг» в обмен на защитников Брэда Луковича и Дэна Бойла. Однако уже в ноябре «молнии» обменяли Карла, который сыграл всего 12 матчей сезона 2008/09, в «Филадельфию Флайерз», получив за него Стива Эмингера, Стива Дауни и право выбора в 4-м раунде драфта 2009 года. 6 октября 2009 года в матче «Флайерз» против «Вашингтон Кэпиталз» Карл установил персональный рекорд, набрав 4 очка, а также повторил рекорд защитников НХЛ, впервые после Роба Блэйка (1998) отдав четыре голевые передачи за период.
В 2012 году Мэтт вернулся «Тампа-Бэй» как свободный агент, подписав с клубом контракт на 6 лет и $33 млн. В Кубке Стэнли 2015 года Карл вместе с «Тампой» вновь дошёл до финала и, как и в прошлый раз, его команда уступила «Чикаго» в 6 матчах. Мэтт был альтернативным капитаном «молний» и провёл в плей-офф 25 матчей, пропустив лишь один.
После окончания сезона 2015/16 «Тампа-Бэй» выкупила 2 оставшихся года по контракту хоккеиста, и Карл заключил 1-летний контракт с «Нэшвилл Предаторз» на $700 тыс.
25 ноября 2016 года объявил о завершении карьеры игрока.

### Международные выступления
Мэттью Карл принимал участие в чемпионате мира по хоккею 2013 года. Сыграв все 10 матчей, он набрал 2 очка и помог сборной США завоевать бронзовые медали.

## Статистика
| Легенда | Легенда                    | Легенда | Легенда                   | Легенда | Легенда    |
| ------- | -------------------------- | ------- | ------------------------- | ------- | ---------- |
| И       | Количество проведённых игр | Штр     | Штрафное время            | +/−     | Плюс-минус |
| Г       | Голы                       | П       | Голевые передачи          | О       | Очки       |
| -       | Статистика неизвестна      | —       | Статистика не учитывалась |         |            |

## Личная жизнь
В июле 2010 года Карл женился на своей давней подруге, выпускнице Денверского университета Клэнси Кабелла.

## Вне хоккея
В 2012 году Мэтт Карл снялся в роли самого себя в комедии «Любовь по-взрослому» (английское название «This Is 40»). Кроме него, в этом фильме появились игроки НХЛ Джеймс ван Римсдайк и Ян Лаперьер, а также Билли Джо Армстронг и Райан Адамс.